# Anegdota
Anegdota (od starogrčkog ἀνέκδοτον, anékdoton - „nije objavljeno“)  je vrsta književnosti koja se temelji na izvanrednom događaju obično iz života neke osobe.
U svakodnevnom jeziku anegdota se odnosi na priču (uglavnom usmenu) koja opisuje čudan, neobičan ili smiješan događaj.
Pojam je skovao Prokopije iz Cezareje koji je u 6. stoljeću napisao kritički povijesni rad s detaljima o životu bizantskog cara Justinijana I. Velikog kojeg je nakon njegove smrti objavio pod naslovom Ἀνέκδοτα (Anekdota), a koja je ponekad prevođena i kao "neobjavljeni memoari" ili "tajna povijest".